# Cardiomanes reniforme
Cardiomanes reniforme là một loài thực vật có mạch trong họ Hymenophyllaceae. Loài này được (G. Forst.) C. Presl miêu tả khoa học đầu tiên năm 1843.